# ضيفد أهدب
ضيفد أهدب (الاسم العلمي: Dyschoriste hirsuta) هو نوع من النباتات يتبع جنس الضيفد من الفصيلة الأقنتية.